# Hsziangtan
Hsziangtan (kínaiul: 湘潭) egy prefektúraszintű város középkelet Hunan tartományban, Dél-Kína középső részén.
A Kínai Kommunista Párt több alapító vezetőjének, köztük Mao Ce-tungnak, Liu Sao-csinek és Peng Tö-huaj marsallnak a szülővárosa Hsziangtan területén található. Itt született még továbbá a Csing-dinasztia egyik festőművésze, Csi Paj-si, és Ceng Kuo-fan hivatalnok.
Hsziangtan a Nagy Csangsa Metropolitán Régió részét képezi, amelynek központi városa Csangsa, valamint Csucsou.
Hsziangtan ad otthont a Hsziangtani Egyetemnek, , valamint két tartományi kulcsfontosságú állami egyetemnek, a Hunan Mérnöki Intézetnek és a Hunani Technológiai Tudományegyetemnek.

## Népesség
| 2018 | 2 864 800 |
| 2020 | 2 726 181 |

## Fordítás
- Ez a szócikk részben vagy egészben  a   Xiangtan című angol Wikipédia-szócikk fordításán alapul.  Az eredeti cikk szerkesztőit annak laptörténete sorolja fel. Ez a jelzés csupán a megfogalmazás eredetét és a szerzői jogokat jelzi, nem szolgál a cikkben szereplő információk forrásmegjelöléseként.